# Naționalism muntenegrean
Naționalismul muntenegrean este o ideologie naționalistă prezentă în rândul etnicilor muntenegreni, care susține unitatea culturii muntenegrine, independența statului Muntenegru și unicitatea națiunii muntenegrene.
Încă din secolul al XVIII-lea, populația actualului stat Muntenegru a fost împărțită între o tabără filosârbă (care ulterior va fi asimilată naționalismului sârb) și una ce prefera autonomia locală, care stă la baza naționalismului muntenegrean. Naționalismul sârb va susține caracterul etnic sârb al muntenegrenilor, în timp ce cel muntenegrean va susține dreptul muntenegrenilor de a se defini ca o națiune proprie, și nu o ramură a poporului sârb.
Conflictul dintre cele două facțiuni a escaladat la sfârșitul Primul Război Mondial. Triburile muntenegrene vor fi împărțite între verzi, care susținueau independența, și care îl aveau de partea lor și pe regele Nikola I, și albi, care susțineau unirea Regatului Muntenegrului cu Regatul Serbiei.